# Jedz i pij, mężczyzno i kobieto
Jedz i pij, mężczyzno i kobieto (chin. upr. 饮食男女, chin. trad. 飲食男女, pinyin yǐn shí nán nǚ) – tajwańsko-amerykański film fabularny z 1994 roku w reżyserii Anga Lee. Obraz był nominowany do Złotego Globu i Oscara dla najlepszego filmu nieanglojęzycznego

## Opis fabuły
Film przedstawia historię Chu - owdowiałego szefa kuchni, pracującego w jednym z luksusowych hoteli na Tajwanie. Oprócz miłosnych problemów jego trzech dorosłych córek, film ukazuje bogactwo i różnorodność chińskiej kuchni. Członkowie rodziny Chu wyrażają swoje uczucia poprzez przygotowanie potraw na niedzielny obiad, a smak każdej z nich ma symboliczne znaczenie.

## Obsada
- Sihung Lung jako Chu
- Yu-Wen Wang jako Jia-Ning
- Chien-lien Wu jako Jia-Chien
- Kuei-Mei Yang jako Jia-Jen
- Sylvia Chang jako Jin-Rong
- Winston Chao jako Li Kai